# 隘口乡 (宣汉县)
隘口乡，是中华人民共和国四川省达州市宣汉县曾经下辖的一个乡。2020年6月，撤销隘口乡，将原隘口乡所属行政区域划归马渡关镇管辖。

## 行政区划
隘口乡撤销前下辖以下地区：
龙华社区、小寨村、金银村、烟灯村、长岗村、木龙村和得胜村。